# 王峰 (企业家)
王峰（1969年？—）是中國大陸重慶市出身的企業家，現任藍港互動主席兼首席執行官。

## 生平
1969年初王峰出生於重慶市，1989年從重慶師範學院畢業後，擔任中學教師。1995年北漂，頭兩年在北京買保健品和與人創業經商。1997年到金山軟件面試，入職金山軟件，1998年1月出任金山词霸產品市場經理，憑藉成功策劃數次產品銷售活動，王峰升任金山软件副总裁兼金山毒霸事业部总经理。2003年王峰成為金山软件唯一一位高级副总裁，與求伯君、雷军並稱「金山三杰」，同年王峰兼任网络游戏业务负责人，負責《剑侠情缘》《封神榜》和《水浒Q传》等網遊的營運推廣業務。2005年王峰獲得北京大学工商管理硕士学位，2006年11月23日，王峰離開金山軟件。
2007年3月，王峰和廖明香等人成立公司蓝港在线，公司業務方向為代理和開發遊戲，公司創立初期，國際數據集團等風險投資機構看好王峰過去在金山軟件的管理經驗，投資蓝港在线。原本根據競業協議，王峰不能從事網絡遊戲業務，但是金山軟件並沒有追究。2011年王峰和CSDN创始人蒋涛建立投資基金「极客梦工场创业投资中心」（今极客帮创投）。2014年12月，蓝港在线改組成藍港互動在香港上市。2014年6月，王峰成立斧子科技，籌備開發家用遊戲機。2016年斧子科技製作的战斧F1推出，僅有數百台銷量。藍港互動上市後四年都呈下降趨勢，期間王峰帶領藍港互動開拓各種業務，不過商業表現都不佳。面對公司業績下降，王峰也將2014年3000多萬人民幣的薪酬，慢慢降到2017年的696萬人民幣。2018年王峰建立區塊鏈门户网站火星财经。

## 外部連結
- 王峰的新浪微博
- 王峰的X（前Twitter）